# Gottfried Schreiber
Gottfried Alfred Alexander Schreiber (* 11. Juli 1918 in Liegnitz; † 13. April 2003 in Fritzlar) war Tierarzt und aktiver Standespolitiker. Er war von 1959 bis 1963 Geschäftsführer des Verbands praktizierender Tierärzte Kurhessen, von 1963 bis 1975 Vorsitzender des Landesverbandes Hessen im Bundesverband praktizierender Tierärzte (BpT) und danach von 1975 bis 1987 Präsident der Landestierärztekammer Hessen (LTK Hessen).

## Leben
Schreiber war Sohn eines Mühlen- und Elektrizitätswerk-Besitzers in Penzig bei Görlitz. Nach dem Besuch der dortigen Volksschule und anschließender Gymnasialzeit in Wahlstatt (Schlesien) von 1929 bis 1938, Arbeitsdienst 1938, Wehrdienst 1938–45 und amerikanischer Kriegsgefangenschaft 1945 studierte er ab 1946 Veterinärmedizin in Gießen und promovierte dort 1951. Von 1952 an praktizierte er im nordhessischen Fritzlar. Als erster in Deutschland praktizierender Tierarzt führte er, assistiert von einem Kollegen, einen Kaiserschnitt am Rind im Bauernstall durch. Von 1978 bis 1985 war er gleichzeitig Direktor des Schlachthofes in Bad Wildungen. Daneben übte er eine 7-jährige Lehrtätigkeit im Berufs- und Standesrecht und Geschichte der Veterinärmedizin an der Veterinärmedizinischen Fakultät der Justus-Liebig-Universität Gießen aus (1982–1989).
Als Standespolitiker war er entscheidend daran beteiligt, die tierärztliche Berufsordnung modernen Gegebenheiten anzupassen (bereits 1967 erreichte er, dass Tierärzte Wegstreckenentschädigung und dass Fleischbeschaupersonal bezahlten Urlaub bekamen), berufliche Weiterbildungsmöglichkeiten auszuweiten, das Ausbildungswesen für Tierarzthelfer und -helferinnen zu modernisieren, Wettbewerbsbeschränkungen abzubauen (z. B. mit der Durchsetzung der freien Wahl von Besamungstierärzten) und die tierärztliche Alters- und Witwenversorgung zu sichern. In seine Amtszeit als Kammerpräsident fiel auch die Einrichtung des ersten Tierschutzausschusses der LTK Hessen.
Am 29. September 1986 erhielt er das Bundesverdienstkreuz am Bande der Bundesrepublik Deutschland.